# Hlas biskupů a ordinářů věřícím v hodině velké zkoušky
Hlas biskupů a ordinářů věřícím v hodině velké zkoušky, celým názvem Hlas československých biskupů a ordinářů věřícím v hodině velké zkoušky byl společný pastýřský list československých katolických biskupů přijatý 15. června 1949 na tajné biskupské konferenci v Praze v reakci na vznik státem organizované „Katolické akce“.
V tomto obsáhlém pastýřském listu biskupové odhalili věřícím skutečné záměry komunistické politiky a otevřeně uvedli zásahy proti církvi v předchozích měsících. Tzv. „Katolická akce“ byla označena za rozkolné hnutí a aktivistickým kněžím i laikům pohrozeno exkomunikací. V listu se také vypočítávají předpoklady nutné k zachování svobody církve, zejména právo rodiny na výchovu dětí, svobodná křesťanská výchova ve školách, právo na shromažďování ve svobodných sdruženích a potřebný počet církevních škol.
List měl být čten na mších ve všech římskokatolických kostelích na svátek Božího těla dne 26. června 1949, čemuž se ovšem komunistická vláda a Státní bezpečnost snažily zabránit, a to zejména zabavováním listu na jednotlivých farách. Kněží, kteří přes výhrůžky tento pastýřský list při mši přečetli (jednalo se zhruba o jednu třetinu kněží), byli následně vystaveni různým represím, zejména pak věznění. Mezi ně patřili například biskup Štěpán Trochta, Bohuslav Burian, Jan Machač (Cheb), Josef Zlámal a řada dalších. Dalším z důsledků vydání tohoto pastýřského listu byla internace arcibiskupa Berana.